# 中山世鑑
《中山世鑑》是琉球國歷史上第一部正史，為琉球立國的三部典籍之一，記錄了琉球開國的神話以及琉球王國從舜天王朝至第二尚氏王朝尚清王代歷史，並且對琉球所屬36島的情況進行了詳細描述。該書由琉球攝政尚盛主持，大臣向象賢執筆，於慶安三年（1650年）開始編撰。其中，卷首部分是用漢文書寫；正卷部分共5卷，則是用日本語寫成。

## 《中山世鑑》編纂者
- 國相：
  - 尚盛（金武王子朝貞）
- 法司：
  - 馬加美（大里親方良安）
  - 章邦彥（宜野灣親方正成）
  - 向錫類（國頭親方朝李）
- 纂修司：
  - 向象賢（羽地按司朝秀）

## 《中山世鑑》總目錄
- 首卷：中山世鑑序，琉球國中山王舜天以來世系圖，先國王尚圓以來世系圖，琉球國中山王世繼總論；
- 卷一：琉球開闢之事，天孫王統，舜天王統；
- 卷二：英祖王統，察度王統；
- 卷三：尚巴志王統；
- 卷四：尚圓王統；
- 卷五：尚圓王統尚清王代。

## 外部連結
- 《中山世鑑》寫本（田島利三郎抄寫，藏於琉球大學圖書館伊波普猷文庫）
- 国立国会図書館デジタルコレクション - 琉球国中山世鑑 （页面存档备份，存于）
- 中山世鑑　ちゅうざんせいかん （页面存档备份，存于）